# フローレンス・セービン
フローレンス・レナ・セービン（英:Florence Rena Sabin、1871年11月9日-1953年10月3日）は、アメリカ合衆国の医学者である。女性科学者の草分け的存在であり、ジョーンズ・ホプキンス医学校で最初に教授になった女性、全米科学アカデミーに選ばれた最初の女性、かつロックフェラー医学研究所で最初に部長になった女性である。医学から引退するとコロラド州で公衆衛生の活動家として新たな経歴を始め、1951年にはその業績でメアリー・ウッダード・ラスカー公益事業賞を受賞した。

## 伝記

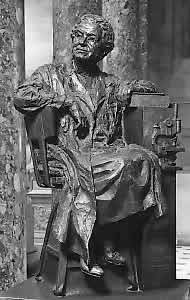
アメリカ合衆国議会議事堂の国立彫像ホール・コレクションに収められているセービンの銅像

セービンは1871年11月9日にコロラド州セントラルシティで生まれた。1893年にスミス大学を卒業し、ジョーンズ・ホプキンス医学校で学び、そこを卒業した最初の女性になった。1902年、ジョーンズ・ホプキンス医学校で解剖学を教え始めた。1917年に組織学の教授に指名され、医学校で教授になった最初の女性となった。1924年、セービンはアメリカ解剖学会の最初の女性会長に選ばれ、全米科学アカデミーでは最初の終身女性会員となった。
1925年9月、ニューヨーク市にあるロックフェラー医学研究所で細胞学研究部の部長になった。その研究はリンパ系、血管と血球および結核に焦点が当てられた。1944年セービンはコロラド州知事ジョン・ビビアンの要請で6年間の休職を容れ、健康に関する小委員会の委員長を務めた。このことで「セービン健康法」が生まれ、州内の公衆衛生を近代化することになった。1948年、デンバーの健康と慈善の監督者となり、医学の研究にその給与を寄付した。セービンは1951年に再度退職し、その年の10月3日に死んだ。
1959年、コロラド州はアメリカ合衆国議会議事堂の国立彫像ホール・コレクションにセービンの銅像を寄贈した。
2005年、ジョーンズ・ホプキンス医科大学はその4つあるカレッジの1つにセービンの名を関してその栄誉を称えた。